# Hippocrepis
Genre
Classification phylogénétique
Hippocrepis est un genre de plantes à fleurs herbacées de la famille des Fabaceae.

## Quelques espèces
- Hippocrepis biflora Spreng. [1815]
- Hippocrepis ciliata Willd. [1808]
- Hippocrepis commutata Pau
- Hippocrepis comosa L. [1753], le Fer à cheval
- Hippocrepis emerus (L.) Lassen [1989], la Coronille des jardins
- Hippocrepis multisiliquosa L. [1753]
- Hippocrepis scorpioides Benth. [1826]